# Imre-hegy, Pirtó-kiskunhalasi homokbuckák
Imre-hegy, Pirtó-kiskunhalasi homokbuckák este o arie protejată (arie specială de conservare — SAC, sit de importanță comunitară — SCI) din Ungaria întinsă pe o suprafață de 1.564,32 ha, integral pe uscat.

## Localizare
Centrul sitului Imre-hegy, Pirtó-kiskunhalasi homokbuckák este situat la coordonatele 46°28′40″N 19°24′02″E / 46.477778°N 19.400556°E.

## Înființare
Situl Imre-hegy, Pirtó-kiskunhalasi homokbuckák a fost declarat sit de importanță comunitară în septembrie 2004 pentru a proteja 1 specie de plante și 2 specii de animale. Situl a fost protejat și ca arie specială de conservare în februarie 2010.

## Biodiversitate
Situată în ecoregiunea panonică, aria protejată conține 2 habitate naturale: Tufărișuri panonice ale dunelor de nisip continentale (Junipero-Populetum albae), Stepe panonice nisipoase.
La baza desemnării sitului se află mai multe specii protejate:
- plante (1): Colchicum arenarium
- nevertebrate (1): Carabus hungaricus
- reptile (1): țestoasa de baltă (Emys orbicularis)

Pe lângă speciile protejate, pe teritoriul sitului au mai fost identificate 19 specii de plante, 6 specii de păsări, 4 specii de amfibieni, 1 specie de mamifere, 26 de specii de nevertebrate, 5 specii de reptile.